# Одиночка (Секретные материалы)
«Одиночка» (англ. «Alone») — 19-й эпизод 8-го сезона сериала «Секретные материалы». Премьера состоялась 6 мая 2001 года на телеканале FOX. Эпизод принадлежит к типу «монстр недели» и никак не связан с основной «мифологией сериала», заданной в первой серии.
Режиссёр и автор сценария — Фрэнк Спотниц, приглашённые звёзды — Митч Пиледжи, Джей Капуто, Зак Гренье, Джоли Дженкинс, Лиза Кейсмен, Тони Кетчэм и Джеймс Отис.
В США серия получила рейтинг домохозяйств Нильсена, равный 7,5, который означает, что в день выхода серию посмотрели 12,7 миллионов человек.
Главные герои серии — агенты ФБР Джон Доггетт (Роберт Патрик) и Дана Скалли (Джиллиан Андерсон), а также бывший агент ФБР Фокс Малдер (Дэвид Духовны), расследующие сложно поддающиеся научному объяснению преступления, называемые Секретными материалами.

## Сюжет
Скалли уходит в отпуск по уходу за ребёнком, и Доггетту назначают новую напарницу: молодую энтузиастку Лейлу Харрисон, которая знает всё о «Секретных материалах». Фанатизм агента Харрисон по Малдеру и Скалли не нравится Доггетту, и он обучает напарницу паре вещей. Но вскоре они оба пропадают, и Малдер, бросив всё, направляется на их поиски.